# Mezopotamsko močvirje
Mezopotamska močvirja, znana tudi kot Iraška močvirja, so mokrišča v južnem Iraku in jugozahodnem Iranu ter delno v severnem Kuvajtu. Močvirja so večinoma na poplavnih ravnicah rek Evfrat in Tigris, ki jih omejujejo mesta Basra, Nasirija, Amarah ter del jugozahodnega Irana in severnega Kuvajta (zlasti otok Bubijan). Zgodovinsko gledano so bila močvirja, ki jih večinoma sestavljajo ločena, a sosednja osrednja, Havizeh in Hammar močvirja, največji močvirni ekosistem zahodne Evrazije. Edinstvena močvirna pokrajina je dom prebivalcem Močvirja, ki so razvili edinstveno kulturo, tesno povezano s pokrajino – nabiranje trstičja in riža, ribolov in paša vodnih bivolov.
Izsuševanje delov močvirij se je začelo v 1950-ih in nadaljevalo v 1970-ih, da bi pridobili zemljo za kmetijstvo in iskanje nafte. V poznih 1980-ih in 1990-ih letih, med predsedovanjem Sadama Huseina, se je to delo razširilo in pospešilo, da bi prebivalce Močvirja izgnali iz močvirij. Pred letom 2003 je bilo močvirje izsušeno na 10 % prvotne velikosti. Po ameriškem strmoglavljenju Huseina leta 2003 so si močvirja delno opomogla, vendar je suša skupaj z gradnjo gorvodnih jezov in obratovanjem v Turčiji, Siriji in Iranu ovirala proces. Od leta 2016 so mezopotamska močvirja uvrščena na poskusni Unescov seznam dediščine.

## Geografija
Kot pove že njihovo ime, so Mezopotamska močvirja v večji regiji, ki se je včasih imenovala Mezopotamija. Sodobno Mezopotamijo zdaj zasedajo Irak, deli vzhodne Sirije, jugovzhodna Turčija, jugozahodni Iran in severni Kuvajt. Močvirja ležijo večinoma v južnem Iraku ter delu jugozahodnega Irana in severnega Kuvajta. Prvotno pokriva območje 20.000 km² in je razdeljeno na tri velika območja. Centralno močvirje leži med Tigrisom in Evfratom, medtem ko Hammarsko barje leži južno od Evfrata, Havizehovo barje pa meji vzhodno od Tigrisa. Pred invazijo na Irak leta 2003 je bilo izsušenih približno 90 % močvirij.
Močvirja ležijo na aluvialni ravnici, saj Evfrat v svojih zadnjih 300 km pade le za 12 m, medtem ko Tigris pade za 24 m. Ta delta zagotavlja okolje, ki Tigrisu in Evfratu omogoča, da vijugata in tvorita razvode. Evfrat se pogosto konča blizu Nasirije v Hammarskem močvirju, ko se njegov tok upočasni. Tigris lahko porazdeli del svojega toka v osrednja in Havizehovo močvirje, ko se upočasnjuje blizu Amaraha. Nizvodno od Amaraha pa več njegovih pritokov, ki izvirajo iz Irana, omogoča, da se tok Tigrisa poveča in nato ohranja enakomeren tok. Tri močvirja so nekoč predstavljala prepleteno okolje, zlasti v obdobjih poplav, ko so se reke razlivale.

### Centralno močvirje
Centralno močvirje dobiva vodo iz dotokov Tigrisovih pritokov, in sicer Šat el-Muminah in Majar al-Kabir južno od Amaraha. Tigris služi kot vzhodna meja močvirja, medtem ko Evfrat služi kot njegova južna meja. Močvirja, ki pokrivajo površino 3000 km², so sestavljena iz trstičevja in več stalnih jezer, vključno z jezerom Umm al Binni. Jezeri Al-Zikri in Hawr Umm Al-Binni sta dve izmed pomembnih jezer in sta globoki 3 m.

### Hammarsko močvirje
Hammarsko močvirje izvira predvsem iz Evfrata in leži južno od njega z zahodnim obsegom do Nasirije, vzhodne meje Šat el-Araba in južnega obsega Basre. Običajno je močvirje 2800 km² veliko območje trajnega močvirja in jezera, vendar se v času poplav lahko razširi na 4500 km². V obdobjih poplav se lahko voda iz osrednjega močvirja, ki jo napaja Tigris, razlije in oskrbi močvirje z vodo. Jezero Hammar je največje vodno telo v močvirju in ima površino 120 km krat 250 km, z globinami med 1,8 m - 3 m. Poleti je velik del močvirja in jezerskega obrežja izpostavljen, kar razkriva otoke, ki se uporabljajo za kmetijstvo.

### Havizehovo močvirje
Havizehovo močvirje leži vzhodno od Tigrisa, del pa v Iranu. Iranska stran močvirja, znana kot Hawr Al-Azim, se napaja iz reke Karkheh, medtem ko dovoda Tigrisa Al-Mušarah in Al-Kahla oskrbujeta iraško stran, le da ima veliko manj vode kot Karkheh. Med spomladanskimi poplavami lahko Tigris neposredno teče v močvirje. Močvirje izsušuje Al-Kasarah. Ta reka ima ključno vlogo pri ohranjanju močvirja Al-Havizeh kot pretočnega sistema in preprečevanju, da bi postalo zaprto slano porečje.
Močvirja so dolga 80 km od severa proti jugu in približno 30 km od vzhoda proti zahodu in pokrivajo skupno površino 3000 km². Stalni deli močvirij vključujejo severni in osrednji del, medtem ko je južni del na splošno sezonski. Zmerno gosto vegetacijo je mogoče najti na stalnih območjih skupaj z velikimi 6 m globokimi jezeri v severnih delih. Ker se je Havizehovo močvirje najbolje odrezalo med izsuševanjem, lahko olajšajo razmnoževanje flore, favne in drugih vrst v osrednjem in Hammarskem močvirju.

## Ekologija
Močvirja tvorijo poplavljeno ekoregijo travišč in savan, znano tudi kot aluvialno slano močvirje Tigris-Evfrat. Ekoregija vključuje mezopotamska močvirja in Šadegan Ponds, mokrišče na spodnjem toku reke Karun v sosednjem Iranu. Močvirja so sestavni del obalnega zdravja, saj filtrirajo onesnaževala in odpadke, preden dosežejo zaliv, čeprav se je ta zmogljivost znatno zmanjšala po njihovem izsuševanju. Močvirje služi tudi kot drstišče in vzgajališče obalnih vrst rib in kozic.
Na sezonskih in trajnih močvirjih prevladujejo vodne rastline, vključno s trstičjem (Navadni trst - Phragmites australis), južnim rogozom (Typha domingensis) in papirjevcem (Cyperus papyrus). Obrežni gozdovi topola (predvsem Populus euphratica), tamarisk ali solna cedra (Tamarix pentandra in Tamarix meyeri) in potočne vrbe (predvsem Salix acmophylla) se pojavljajo na otokih in rečnih bregovih.
Močvirje je dom 40 vrstam ptic in več vrstam rib. Določa mejo območja za številne vrste ptic. V močvirjih živijo plamenci, pelikani in čaplje. Močvirja so bila nekoč dom velikemu številu ptic in vmesna postaja za mnoge druge ptice selivke, ko so potovale iz Sibirije v Afriko. Ogroženih je od 40 % do 60 % svetovne populacije marmorirane race (Marmaronetta angustirostris), ki živi v močvirjih, skupaj z 90 % svetovne populacije basrske trsnice (Acrocephalus griseldis). V nevarnosti sta tudi sveti ibis (Threskiornis aethiopicus) in afriški strelec (Anhinga rufa). Podvrsta sive vrane, znana kot mezopotamska vrana, najdemo v tem delu južnega Iraka. Sedem vrst je zdaj izumrlo v močvirjih, vključno z indijskim grebenastim ježevcem (Hystrix indica), Bunnovo kratkorepo podgano (Nesokia bunnii) in močvirskim sivim volkom. Izsuševanje močvirij je povzročilo znaten upad bioproduktivnosti; po strmoglavljenju režima Sadama Huseina z večnacionalnimi silami je bil pretok vode v močvirje obnovljen in ekosistem se je začel obnavljati.
Obstaja precejšnja zmeda v zvezi s statusom evrazijske vidre in endemične podvrste gladkodlake vidre (Lutrogale perspicillata) v regiji, vendar so nedavne raziskave potrdile, da obe še vedno preživita.

## Prebivalci
Močvirski Arabci živijo v osamljenih vaseh z dovršenimi hišami iz trstičja po močvirjih, do katerih se pogosto pride le s čolnom. V vsakdanjem življenju uporabljajo tudi ribe, gojenje riža, vodne bivole in druge vire. V 1950-ih je bilo po ocenah 500.000 močvirskih Arabcev. To prebivalstvo se je po izčrpavanju in Sadamovem nasilnem maščevanju zmanjšalo na približno 20.000, med 80.000 in 120.000 pa jih je pobegnilo v sosednji Iran. Po invaziji na Irak leta 2003 so se Močvirski Arabci začeli vračati v močvirja. Mnogi so podrli nasipe in jezove, ki jih je zgradil Sadam.
Iraška vlada je zagotovila podporo prek kanalov, kot je Iraq Cultural Health Fund, ki financira 'Močvirske Arabce v njihovih prizadevanjih za zaščito tradicionalnih kulturnih praks. Kljub temu ostajajo ena izmed najbolj zapostavljenih iraških populacij, ki se borijo za zdravstveno varstvo, čisto pitno vodo in ustrezno prehrano.
Ko močvirja postajajo vse bolj slana in onesnažena, so se številni močvirski Arabci ponovno prisiljeni preseliti. Za tiste, ki ostanejo, je njihov tradicionalni način življenja ogrožen. Močvirja so priskrbela 60 odstotkov iraških rib; to število se je zmanjšalo na enomestno številko. To, skupaj s pomanjkanjem pitne vode za vzrejo vodnih bivolov, žene nekatere Močvirske Arabce na močvirna območja, kjer gojijo žito.

## Zgodovina
V 4. tisočletju pred našim štetjem so se prve pismene družbe pojavile v južni Mezopotamiji, ki jo pogosto imenujejo 'zibelka civilizacije', v obdobju Uruk pa so se tam razvila prva mesta in zapletene državne birokracije. Zaradi geografske lege in ekoloških dejavnikov Rodovitnega polmeseca, rodovitnega območja v obliki polmeseca, ki poteka od porečja Nila v Egiptu, proti severu ob sredozemski obali v Palestini in Izraelu ter spet proti jugu ob Evfratu in Tigrisu proti Perzijskem zalivu so civilizacije lahko razvile kmetijske in tehnološke programe. Ključni povod je bila dostopnost divjih užitnih rastlinskih vrst. Kmetovanje se je pojavilo zgodaj v rodovitnem polmesecu, ker je bilo na tem območju veliko divje pšenice in vrst stročnic, ki so bile hranljive in jih je bilo enostavno udomačiti.
V 10. in 11. stoletju je bilo močvirje kraj države Batihah, ki jo je ustanovil 'Imran ibn Šahin.

### Izsuševanje in poznejša prizadevanja za obnovo
Izsuševanje mezopotamskih močvirij se je začelo v 1950-ih z osrednjimi močvirji in se postopoma pospešilo, ko je vplivalo na drugi dve glavni močvirji do začetka 21. stoletja z invazijo na Irak leta 2003. Izsuševanje močvirij je bilo sprva namenjeno povrnitvi zemlje za kmetijstvo skupaj z raziskovanjem nafte, kasneje pa je služilo kot kazen za šiitske Arabce kot odgovor na vstaje leta 1991 v Iraku. V veliki meri je bilo posledica jezov, nasipov in drugih vodnih struktur, zgrajenih v Iraku, vendar se je poslabšalo zaradi gradnje jezov gorvodno v Siriji in Turčiji.
Medtem ko so britanski inženirji sodelovali z iraško vlado, je Frank Haigh leta 1951 razvil Haighovo poročilo. Njegovo poročilo je priporočilo kompleks kanalov, zapor in nasipov na spodnjih delih Tigrisa in Evfrata. Te strukture za nadzor vode bi lahko uporabili za izsuševanje močvirij in tako ustvarili donosna kmetijska zemljišča. Leta 1953 se je začela gradnja tretje reke ali glavnega odtoka in kasneje reke Sadam, ki bi odvajala vodo iz osrednjega močvirja pod Evfratom in skozi kanal na koncu v Perzijski zaliv. Dela na Tretji reki in drugih projektih izsuševanja, zlasti za Havizehovo močvirje, so hitro napredovala v 1980-ih med iransko-iraško vojno, da bi Iračanom omogočili taktično prednost v močvirjih. Del Hammarskega močvirja je bil leta 1985 tudi izsušen, da bi očistili območje za raziskovanje nafte.
Po zalivski vojni leta 1991 so se šiitski muslimani v južnem Iraku uprli Sadamu Huseinu, ki je nato zatrl upor in dodatno pospešil izsuševanje osrednjega in Hammarskega močvirja, da bi izgnal šiite, ki so se zatekli v močvirja. Z izjemo drenažne črpalne postaje Nasirija je bila 565 km dolga Tretja reka dokončana leta 1992 in dva druga kanala sta bila zgrajena južno in skoraj vzporedno z njo. Eden, kanal Mati bitk, je bil zgrajen, da bi preusmeril tok Evfrata južno pod Hammarskega močvirja. Drugič, 240 km dolg kanal Zvestoba vodji, znan tudi kot Basrah Sweetwater Canal, ki izvira v regiji spodnjega toka Evfrata, je zbiral vodo iz konca reke Gharaf in jo preusmerjal pod Evfrat, stran od osrednjih močvirij in pod Hammarsko močvirje proti Basri. Reka Glory je bila zgrajena za preusmerjanje vode iz Tigrisovih južnih pritokov proti vzhodu in vzporedno vzdolž Tigrisa, dokler niso dosegli Evfrata blizu njegovega sotočja s Tigrisom pri Kurni.
Do invazije na Irak leta 2003 so močvirja izgubila 90 % svoje velikosti iz prejšnjih desetletij. Centralno in Hammarsko močvirje je bilo skoraj izsušeno in ostalo je le 35 % Havizehovega močvirja. Po invaziji so domačini uničili nasipe. Skupna prizadevanja iraške vlade, Združenih narodov, ameriških agencij in rekordne padavine v Turčiji so pomagala začeti obnovo močvirij. Do konca leta 2006 je bilo 58 % prvotnih močvirij ponovno potopljenih. Drenažna črpalna postaja Nasirija je bila dokončana leta 2009, kar je omogočilo, da se Tretja reka uporablja za kmetijsko drenažo. Nedavna suša in nadaljnja gradnja in delovanje gorvodnih jezov v Turčiji, Siriji in Iranu so do leta 2009 zmanjšali močvirje na približno 30 % prvotne velikosti. Turčija je zgradila najmanj 34 jezov na rekah Tigris in Evfrat, kar ogroža obnovo močvirij.
Z najvišje vrednosti okoli 75 %, obnovljene leta 2008, so se mokrišča do pomladi 2015 zmanjšala na 58 % njihove povprečne ravni pred izsuševanjem. Medtem ko je gladina vode padla, se je slanost na nekaterih območjih povečala na 15.000 delcev na milijon, s 300 do 500 ppm v 1980-ih. »Ko je bil vodostaj reke visok, je Tigris z nizko slanostjo naplavil močvirja, jih očistil in slane ostanke potisnil v slanejši Evfrat, ki teče vzdolž zahodnega roba. Zdaj pa je Tigris tako nizek, da Evfrat zagotavlja večina vode v močvirjih.«
Vlada daje prednost zagotavljanju vode mestom ob Tigrisu in Šat el Arabu, kar ima za posledico zmanjšan pretok v močvirje.

### Grožnje zaradi podnebnih sprememb in onesnaženja
Temperature v regiji so se dvignile za več kot 0,5 stopinje Celzija na desetletje, kar je povzročilo sušo v Iraku in v sosednjih državah, katerih vode se izlivajo v Tigris in Evfrat. V kombinaciji z jezovi navzgor je to zmanjšanje vode povzročilo, da so se tri primarna močvirja razdrobila na 10 manjših močvirij.
Ogromne količine neobdelanih odplak in drugih onesnaževal se odvržejo v Tigris in Evfrat, se pomikajo dolvodno v močvirja in dodatno poslabšajo kakovost vode.